# استیون ایلوپ
استیون ایلوپ (انگلیسی: Stephen Elop؛ زادهٔ ۳۱ دسامبر ۱۹۶۳) یک بازرگان اهل کانادا است.